# Vườn quốc gia Chūbu-Sangaku
Vườn quốc gia Chūbu-Sangaku (中部山岳国立公園 (Trung Bộ Sơn Nhạc quốc lập công viên) Chūbu Sangaku Kokuritsu Kōen) là một vườn quốc gia trong khu vực Chūbu, Honshu, Nhật Bản. Nó được thành lập để bảo vệ khu vực xung quanh núi Hida thuộc bộ phận của các tỉnh Nagano, Gifu, Toyama và Niigata. Vườn quốc gia được thành lập vào ngày 4 tháng 12 năm 1934, cùng với các vườn quốc gia Daisetsuzan, vườn quốc gia Akan, vườn quốc gia Nikkō, và vườn quốc gia Aso-Kujū.

## Địa lý
Núi Hida hay Bắc Alps tạo thành phần lớn diện tích của vườn quốc gia. Có rất nhiều đỉnh của dãy núi trên 3.000 m (9.843 ft) nằm trong vườn quốc gia bao gồm Kamikōchi, cao nguyên Norikura, núi Hotaka và Tate. Ngoài các đỉnh núi, đây còn là khu vực có nhiều hẻm núi, khe núi và các vách đá tuyệt đẹp.